# كليف غالوب
كليف غالوب (بالإنجليزية: Cliff Gallup)‏ هو عازف قيثارة وموسيقي أمريكي، ولد في 17 يونيو 1930 في نورفولك في الولايات المتحدة، وتوفي في 9 أكتوبر 1988 في تشيسابيك في الولايات المتحدة.

## وصلات خارجية
- كليف غالوب على موقع ميوزك برينز (الإنجليزية)
- كليف غالوب على موقع أول ميوزيك (الإنجليزية)
- كليف غالوب على موقع ديسكوغز (الإنجليزية)